# Johns Hopkins
Johns Hopkins (19. maj 1795 – 24. december 1873) var en amerikansk forretningsmand og filantrop. Hans formue stammede blandt andet fra investeringer i industri og jernbane. Navnet Johns var et efternavn i familien, som tilhørte hans oldemor, Margaret Johns, og hendes far, Richard Johns, en stor landejer i Calvert County, Maryland.
Da han døde, efterlod han sig ingen arvinger, og hans formue på US$ 7 millioner (svarer til omkring 144 millioner USD i 2022) blev derfor testamenteret bort og dannede dermed det økonomiske grundlag for etableringen af Johns Hopkins University og Johns Hopkins Hospital, begge i Baltimore, Maryland. En del af formuen blev også brugt til grundlæggelsen af Baltimore Museum of Art, som ligger op til JHU campus i Homewood.